# Troy Sachs
Troy Sachs (Bulli, 3 de diciembre de 1975) es un jugador de baloncesto en silla de ruedas australiano. Compitió en cinco Juegos Paralímpicos de 1992 a 2008, donde ganó tres medallas. Sachs ganó dos campeonatos de liga nacionales en Australia, tres campeonatos de liga nacionales en los Estados Unidos, un campeonato de liga nacional en Alemania y un campeonato de la Copa André Vergauwen con el club italiano Tabu Cantu.

## Vida personal
Sachs nació en el suburbio de Bulli en Wollongong el 3 de diciembre de 1975. Nació sin tibia y con un pie deformado, y la pierna afectada fue amputada por debajo de la rodilla cuando tenía dos años y medio; desde entonces lleva una pierna protésica.
En 2006, Sachs fue sometido a una cirugía de hombro y requirió una amplia rehabilitación que amenazó con descarrilar su capacidad para competir en los Juegos Paralímpicos de Pekín 2008.
El 11 de agosto de 2010, participó en las competiciones de 14 kilómetros de Sídney City2Surf, donde recaudó casi 2.000 dólares en apoyo del Programa de Deportes para Jóvenes de Nueva Gales del Sur.
Es el fundador y director del Team Sachs, una empresa de fitness, que estableció en 1997, y forma parte de la junta directiva del Comité Paralímpico Australiano desde 2008. Está casado con Philippa Margan desde 2014; anteriormente estuvo casado con la baloncestista en silla de ruedas Jane Webb. Tiene una hija y un hijo.
En 2017, entrenó a los Sydney Metro Blues para conseguir una medalla de oro en la Liga Nacional de Baloncesto en silla de ruedas femenino.

## Baloncesto competitivo
La clasificación de Sachs en el baloncesto en silla de ruedas es de 4.5 y su posición es central. Empezó a jugar al baloncesto en silla de ruedas en 1991, a la edad de 15 años, después de haber sido introducido en el deporte en la escuela secundaria por un profesor visitante sobre la seguridad de la columna vertebral.

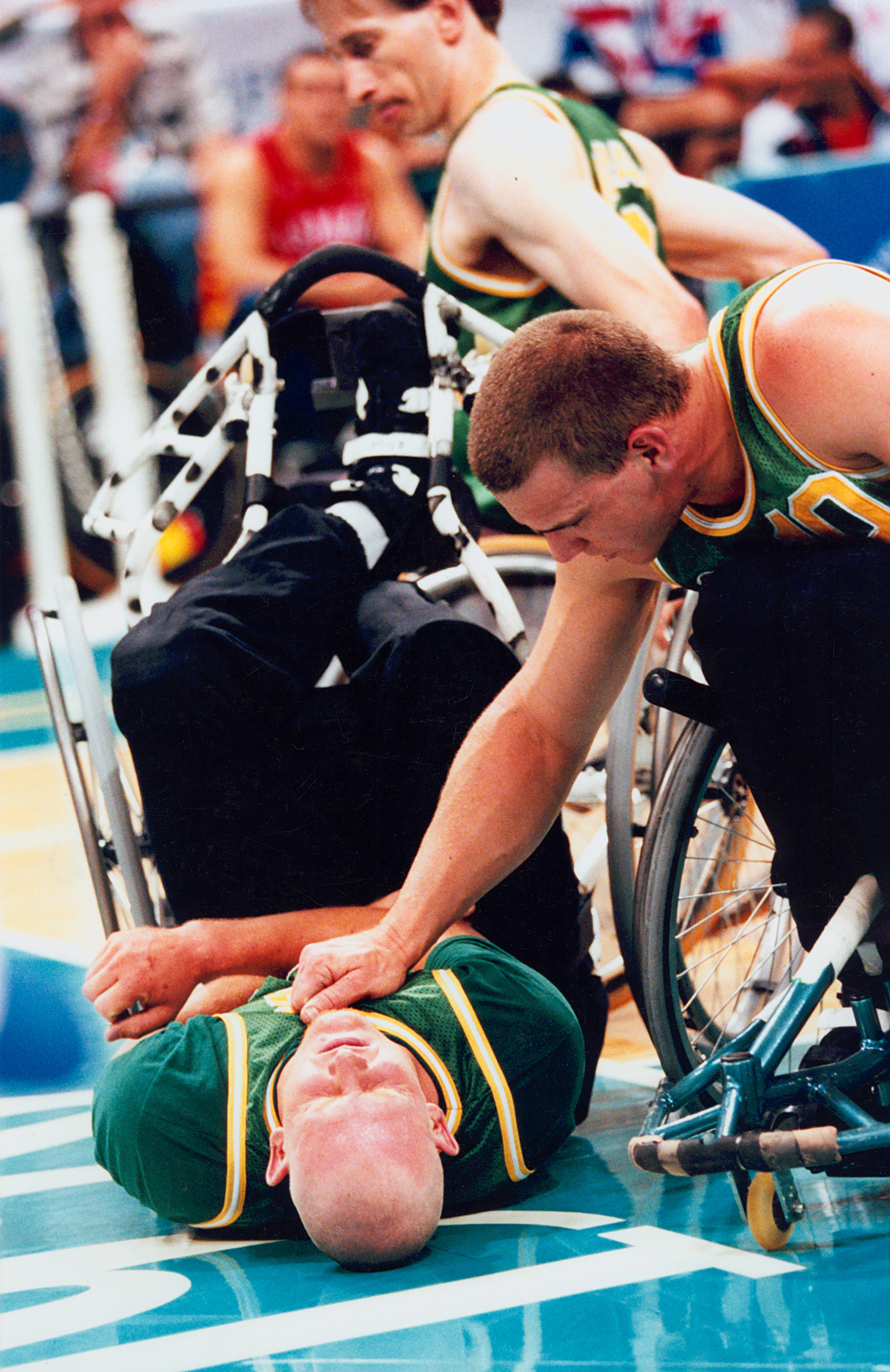
Sachs en el partido por la medalla de oro contra Gran Bretaña en los Juegos Paralímpicos de Atlanta de 1996.

### Equipo nacional
Sachs hizo su primera aparición en el equipo nacional masculino de baloncesto en silla de ruedas de Australia en 1992. En 1998, compitió en los Campeonatos Mundiales, donde los Rollers terminaron en cuarto lugar. En 2002, formó parte del equipo nacional australiano que terminó cuarto en los Campeonatos Mundiales. En 2004, formó parte del equipo australiano que terminó primero en la Copa Roosevelt.
Formó parte del equipo ganador de la medalla de oro en la Copa Kiakyushu, celebrada en Japón en 2005. No compitió con el equipo nacional en la Copa Mundial Paralímpica de 2005 debido a los compromisos de los clubes europeos, y no compitió en los Campeonatos Mundiales de 2006 debido a una lesión.

### Juegos paralímpicos

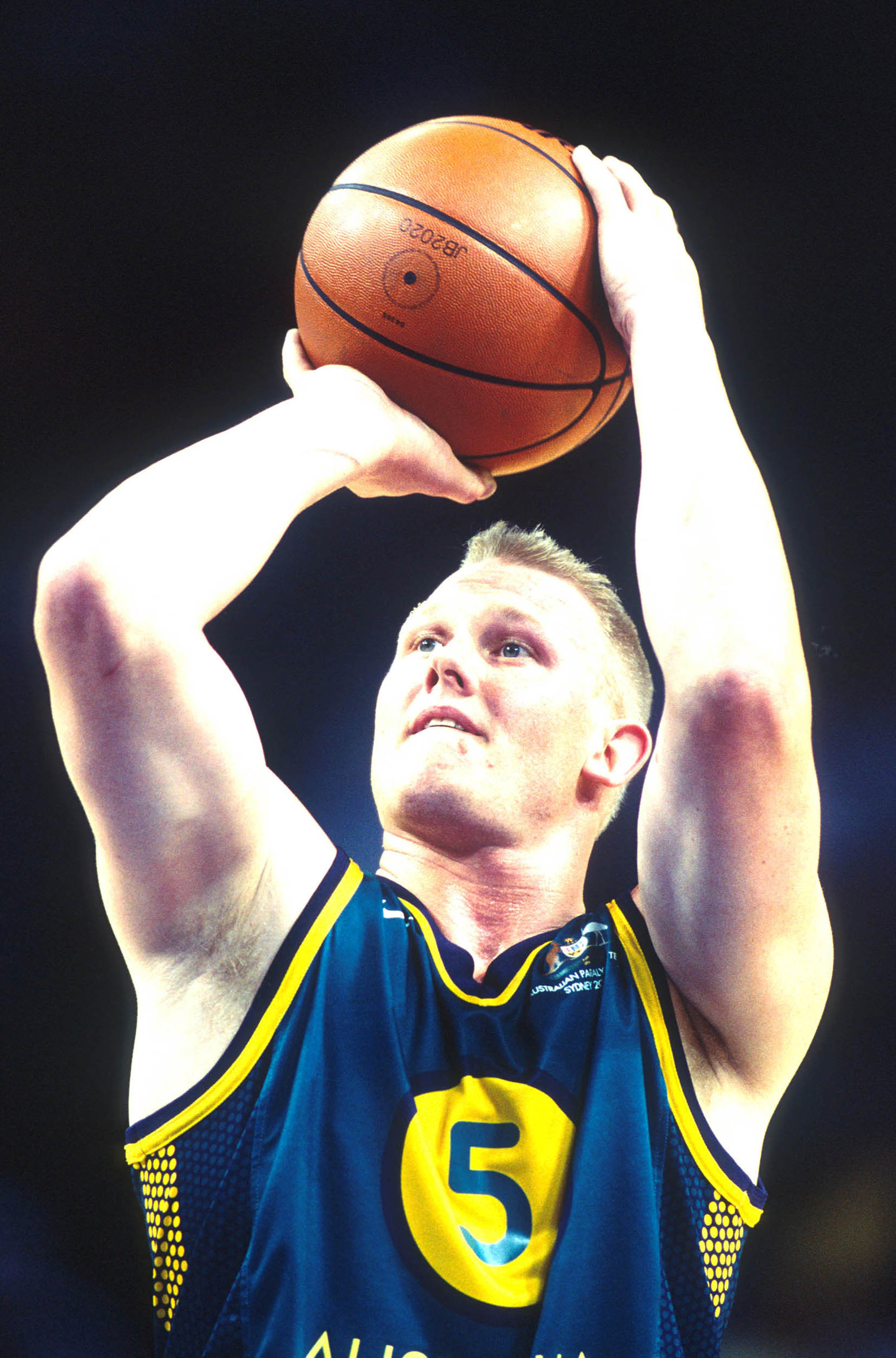
Sachs lanza un tiro libre como parte del equipo australiano de baloncesto masculino en silla de ruedas en los Juegos Paralímpicos de verano del año 2000.

Formó parte del equipo masculino australiano de baloncesto en silla de ruedas en los Juegos Paralímpicos de Barcelona 1992, Atlanta de 1996, Sídney de 2000, Atenas de 2004 y Pekín de 2008; ganó medallas de oro con su equipo en 1996 y 2008, una medalla de plata en 2004, y su equipo terminó 8º y 5º en 1992 y 2000, respectivamente.
En los Juegos de 1996, en el partido por la medalla de oro, Sachs anotó 42 puntos, un récord mundial por el número de puntos anotados. En los juegos de 2000 y 2004, Sachs fue capitán de la selección australiana. En los Juegos Paralímpicos de 2008 en Pekín, lideró a su equipo en la puntuación total en toda la competición, con una puntuación de 72-60 cuando el equipo derrotó a Canadá. En el torneo, promedió 5,4 puntos por juego, pero anotó 19 puntos en total en la final. Sachs fue el único miembro del equipo de 2008 que también estuvo en el equipo ganador de la medalla de oro de 1996.

### Club baloncesto

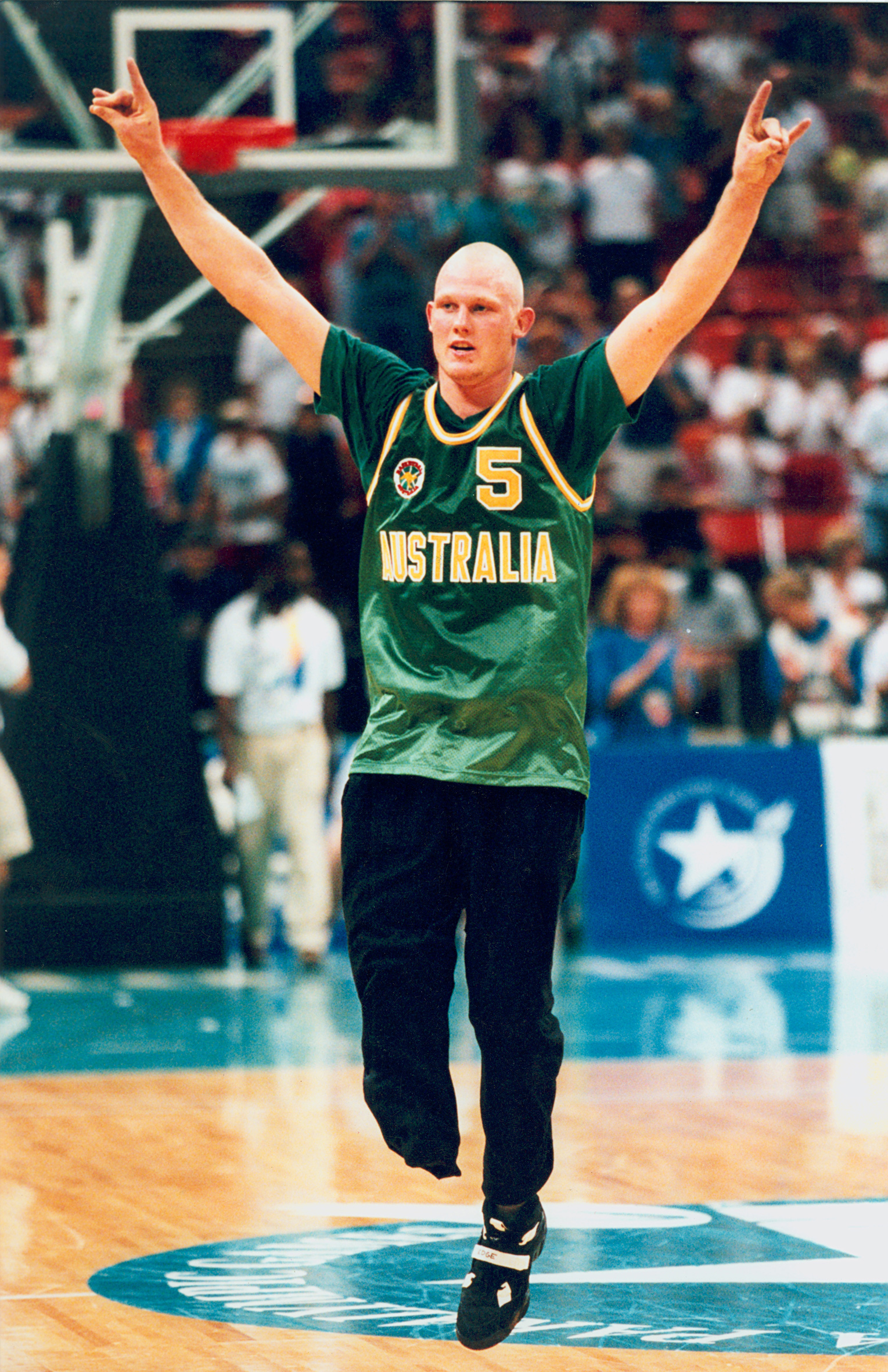
Sachs celebra la medalla de oro de Australia en los Juegos Paralímpicos de Atlanta de 1996.

#### Australia
En 1998, Sachs compitió por los West Sydney Slicks, donde ayudó a guiar al equipo a un campeonato de liga. De 1998 a 2001, fue el Jugador Más Valioso de la Liga Nacional de Baloncesto en Silla de Ruedas de Australia , parte del All Star Five y máximo anotador. En 2001 ayudó a los West Sydney Razorbacks a ganar el campeonato. En 2002, fue nombrado una vez más para el NWBL All-Star Five. En 2008, Sachs jugó para los Razorbacks de West Sydney.

#### Alemania
En 2003, Sachs ayudó al RSC Rollis Zwickau a convertirse en el campeón de la Copa de Alemania.

#### Italia
Sachs jugó con el club italiano Tabu Cantu en 2001 y 2002. En 2001, ayudó a guiar al equipo hasta el primer puesto de la Liga Europea y al año siguiente, hasta el tercer puesto.

#### España
En 2008, Sachs jugó para la Fundación Polaris World BSR.

#### Turquía
Sachs se unió al equipo turco, el equipo de baloncesto en silla de ruedas del Galatasaray para la temporada 2009-10.

#### Estados Unidos
Jugó en el club de baloncesto en silla de ruedas de los Dallas Wheelchair Mavericks de 1998 a 2000. En los tres años, el equipo ganó los campeonatos de la liga. En 1998 y 1999, fue nombrado como parte del All Star Five en la Asociación Nacional de Baloncesto en Silla de Ruedas de Estados Unidos.

## Reconocimientos
En 1996, Sachs fue premiado por el Comité Paralímpico Australiano por su desempeño individual más sobresaliente en los Juegos. En 1997 recibió la Medalla de la Orden de Australia por su medalla de oro en Atlanta. Fue finalista del Premio al Joven Australiano del Año en 1997 y 1999. En 1999, fue nombrado como uno de los 30 menores de 30 años más exitosos de Cosmopolitan. Recibió una Medalla Deportiva Australiana en 2000. Fue incluido en el Salón de Campeones de Nueva Gales del Sur en noviembre de 2014. En septiembre de 2017, Basketball Australia anunció que Sachs sería incluido en su Salón de la Fama en 2018. En octubre de 2017, Sachs fue incluido en el Salón de la Fama de Australia Deportiva como miembro atleta.